# Olympische Jugend-Sommerspiele 2014/Teilnehmer (Vereinigte Arabische Emirate)
| Gelbes Symbol für Goldmedaillen mit stilisierten Olympischen Ringen | Graues Symbol für Silbermedaillen mit stilisierten Olympischen Ringen | Braundes Symbol für Bronzemedaillen mit stilisierten Olympischen Ringen |
| ------------------------------------------------------------------- | --------------------------------------------------------------------- | ----------------------------------------------------------------------- |
| —                                                                   | —                                                                     | —                                                                       |

Die Jugend-Olympiamannschaft der Vereinigten Arabischen Emirate für die II. Olympischen Jugend-Sommerspiele vom 16. bis 28. August 2014 in Nanjing (Volksrepublik China) bestand aus vier Athleten.

## Athleten nach Sportarten

### Leichtathletik
Mädchen
- Fatima al-Hosani
Diskuswurf: 15. Platz

### Schießen
Mädchen
- Yasmin Tahlak
Luftgewehr 10 m: 15. Platz
Mixed: 12. Platz (mit Marco Suppini  Italien)

### Schwimmen
Jungen
- Ali Ahmed Al-Kaabi
50 m Schmetterling: 37. Platz

### Segeln
Jungen
- Hamad Al-Hammadi
Byte CII: 28. Platz